# Hawker Hart
Хоукер «Харт» (англ. Hawker Hart) — британский двухместный биплан, лёгкий бомбардировщик, стоявший на вооружении Королевских ВВС в межвоенный период. Самолёт был разработан в 1920-х годах Сиднеем Кэммом и построен авиастроительной фирмой Hawker Aircraft.

## История эксплуатации
Харт впервые был введён в эксплуатацию в 1930 году, заменив более массивную и медленную модель Hawker Horsley в 33-й эскадрильи Королевских ВВС. В январе 1931 года модель поступила на вооружение к 12-й эскадрильи, сменив Fairey Fox, а позднее было сформировано ещё 2 эскадрильи, использующих самолёты Харт.
ВВС Великобритании использовали Харт на Среднем Востоке, во время абиссинского кризиса в 1935—1936 годах. Модель успешно применялась на северо-западной границе колониальной Индии, во время межвоенного периода. Четыре экземпляра из серии, изготовленной для ВВС Швеции, применялись в качестве пикирующих бомбардировщиков во время зимней войны 1939—1940 годов. Эти самолёты были частью F-19 — подразделения из шведских добровольцев, участвовавших в войне на стороне Финляндии.
Несмотря на то, что модель устарела к началу второй мировой войны, она всё ещё использовалась в британских ВВС, в связных или учебных целях, пока не была окончательно списана в 1943 году.

## Модификации

### Hart

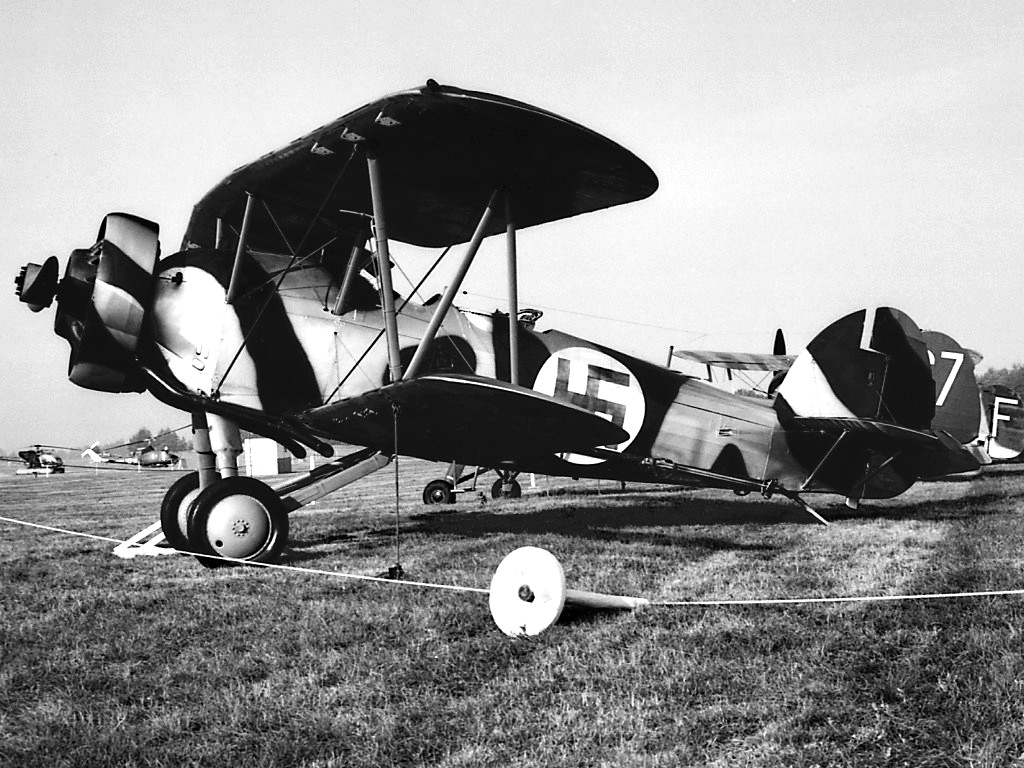
Модель, разработанная для ВВС Швеции, с двигателем Bristol Pegasus, с опознавательными знаками ВВС Финляндии (1976)

Hart I
Лёгкий двухместный бомбардировщик для RAF, оснащённый двигателем Rolls-Royce Kestrel IB мощностью 525 л. с.
Hart SEDB
Модель отлична от Hart I тем, что на ней может стоять как Rolls-Royce Kestrel IB мощностью 525 л. с., так и поршневой двигатель Kestrel X (DR) с мощностью 510 л. с.
Hart (India)
Модель, оптимизированная для тропического климата, с бо́льшим радиатором и с дополнительным оборудованием. Использовалась RAF для ведения боевых действий в Индии.
Hart (C)
Двухместный связной самолёт без вооружения, использовался 24-й эскадрильей RAF. Было выпущено 8 экземпляров.
Hart Trainer (Interim)
Модель представляет собой базовый Hart, модифицированный для тренировочных полётов. Было выпущено 2 экземпляра.
Hart Trainer
Двухместный тренировочный самолёт с двойным управлением, стреловидность крыла была уменьшена, чтобы компенсировать смещение центра тяжести, вызванное отсутствием вооружения.
Hart Fighter
Двухместный истребитель, который использовался 23-й эскадрильей RAF. Оснащён двигателем Rolls-Royce Kestrel IIS. Позже стал известен как Demon. Было выпущено 6 экземпляров.
Hart (Special)
Модель, оптимизированная для тропического климата, использовалась RAF на ближнем востоке. Модель базируется на корпусе Audax, с дополнительным оборудованием для условий пустынь и двигателем Kestrel X.
Estonian Hart
Экспортная модель для Эстонии, оснащённая сменными колёсами и гибким шасси. Было выпущено 8 экземпляров. После вступления Эстонии в СССР состоял на вооружении 22-го корпусного авиаотряда 22-го стрелкового корпуса РККА.
Swedish Hart
Лёгкий бомбардировщик, выпущенный для ВВС Швеции. Четыре экземпляра, построенных компанией Hawker, с радиальным двигателем Bristol Pegasus IM2 были выпущены в 1934 году. Модель имела успех и позже были выпущены ещё 42 экземпляра. Они были построены по лицензии в Швеции, компанией NOHAB.

### Audax
Хоукер «Аудакс»(англ. Hawker Audax) — модификация базовой модели Харт для нужд армейской авиации, в основном для вспомогательных целей. Первый успешный полёт этой модели произошёл в 1931 году, и в конечном итоге было произведено более 700 экземпляров (включая экспорт). Аудакс имел сходную конфигурацию с Харт, но имелись различия в двигателе и вооружении. Аудакс был оснащён только одним пулемётом Lewis калибра .303 (7.7 мм), и двигателем Rolls-Royce Kestrel. На базе этой модели так же было разработано множество модификаций, например, Audax India и Audax Singapore для условий Индии и Сингапура, соответственно.
Аудакс использовался многими войсками мира, его использовали: Военно-воздушные силы ЮАР, Королевские военно-воздушные силы Канады, Королевские военно-воздушные силы Индии, Королевские военно-воздушные силы Ирака, Военно-воздушные силы Исламской Республики Иран и Королевские военно-воздушные силы Родезии. Аудакс применялся и во время второй мировой войны, на границе Кении и Абиссинии. Модель так же использовалась в англо-иракской войне, спровоцированную военным переворотом, который был направлен против Великобритании. Аудакс использовался вплоть до 1945 года.
На базе Аудакса была выпущена модель Hawker Hartebees — лёгкий бомбардировщик, предназначенный для ВВС ЮАР. Было построено 65 экземпляров, в основном в ЮАР. Этот самолёт использовался в военных действиях в восточной Африке против Италии, которая оккупировала Абиссинию.

### Demon

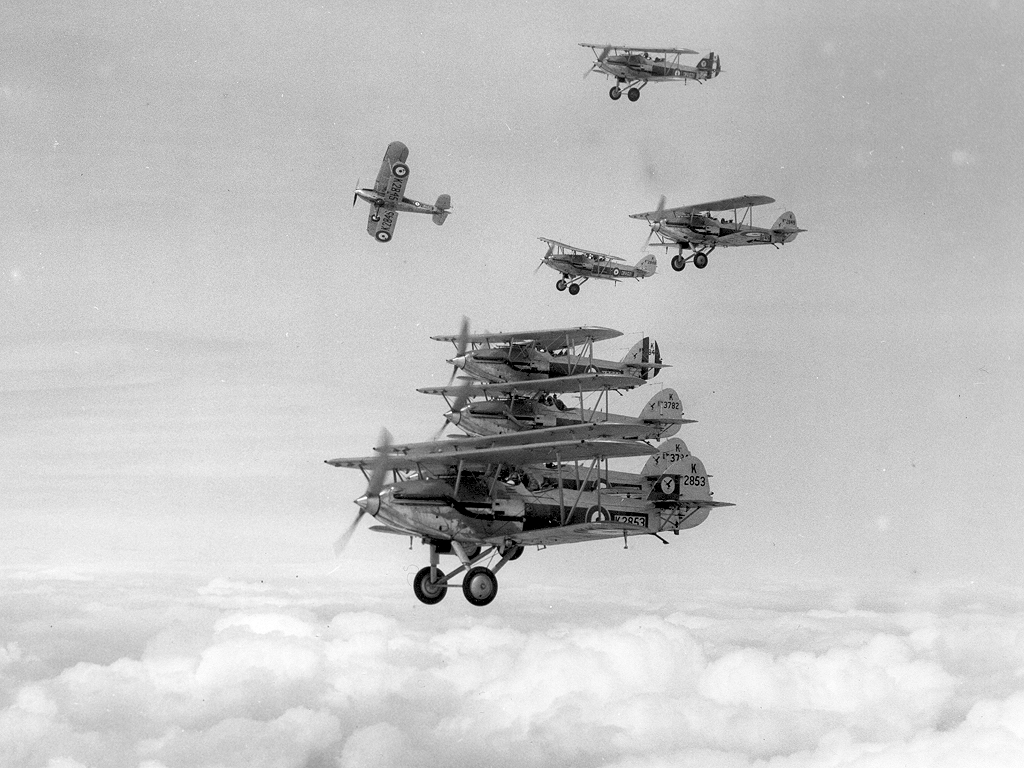
23-я эскадрилья королевских ВВС, использующая Hawker Demon

Хоукер «Демон»(англ. Hawker Demon) — истребитель, построенный на базе модели Харт. Он был разработан после того как Харт поступил на вооружение и продемонстрировал стойкость к системам ПВО, размер базовой модели был уменьшен, а скорость увеличена, чтобы модель могла конкурировать с истребителями Bristol Bulldog и Armstrong Whitworth Siskin, стоявших в то время на вооружении ВВС. В то время как модель Hawker Fury обладала лучшими характеристиками, она была дорогостоящей и эти самолёты не производились в больших количествах. Поэтому министерство авиации выбрало Демонов, в качестве промежуточного варианта, до тех пор пока не наладятся поставки более современных истребителей в нужных количествах.
В новой модификации самолёт был оборудован дополнительным пулемётом Виккерс, двигателем Kestrel IS с нагнетателем, а комингс был переработан для бо́льших углов огня. После успешных операций 23-й эскадрильи на 6 новых истребителях, названных Hart Fighter, ВВС сделало большой заказ на новую модель, впоследствии получившую название Hawker Demon.
Более 200 экземпляров было построено для ВВС. Демоны были оснащены различными двигателями Kestrel, и вооружены одним пулемётом Lewis на турели в задней кабине и двумя пулемётами Виккерс в носовой части. Многие самолёты серии были оснащены гидравлическими турельными установками в задней кабине, которые уже были успешно опробованы на самолётах из серии Харт. Модель так же была продана королевским ВВС Австралии, самолёты этой серии применялись в некоторых операциях во время второй мировой войны.
Демоны выпускались авиастроительными компаниями Hawker Aircraft и Boulton Paul Aircraft.

### Hardy

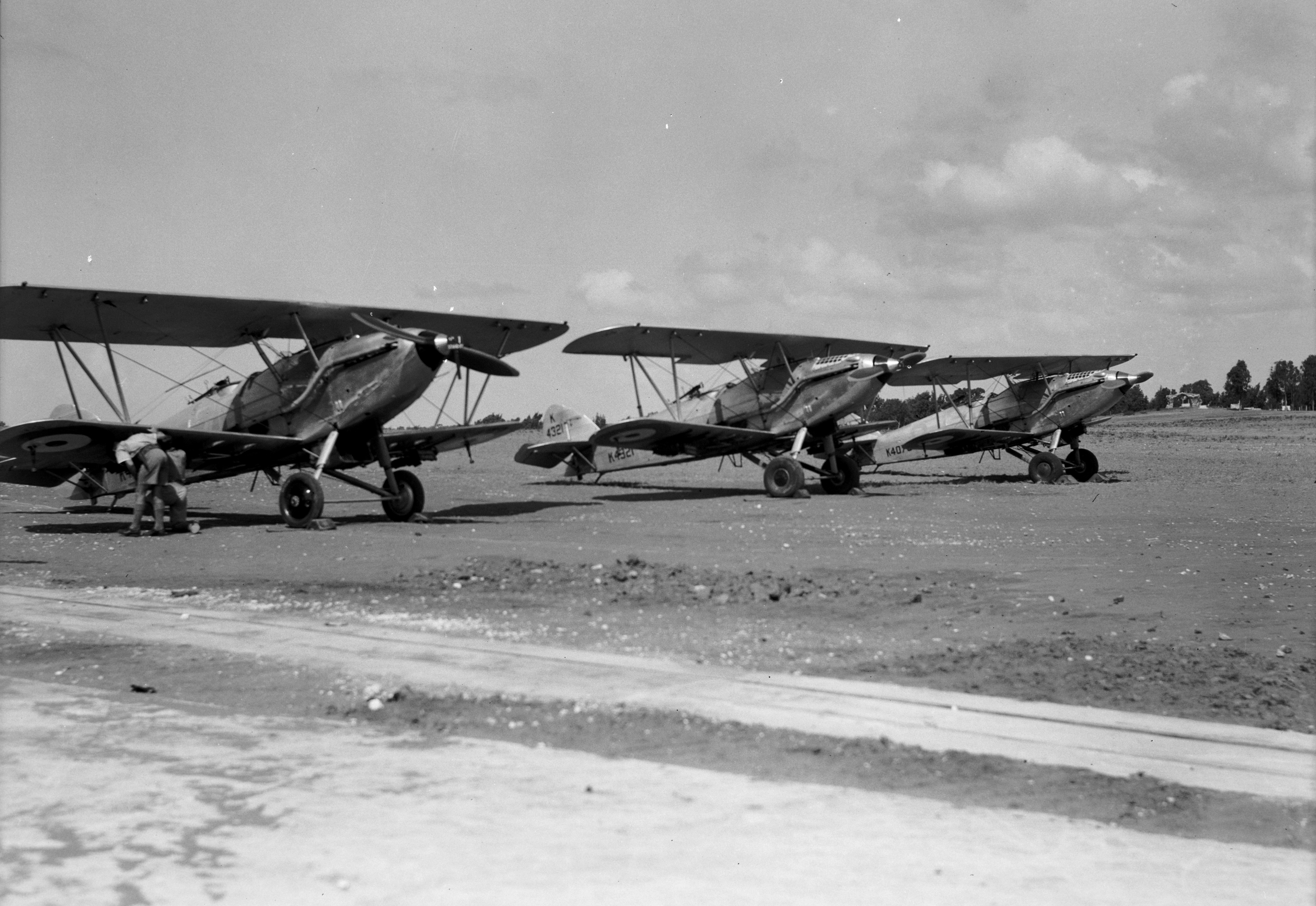
Hawker Hardy

Хоукер «Харди» (англ. Hawker Hardy) — модификация базовой модели Харт, оптимизированная для тропических условий. Готовилась как замена самолёта Westland Wapiti, который применялся в Ираке. Прототип модели был оснащён радиатором, отличным от того что использовался в Харте, баками для воды и набором для выживания в пустыне. Прототип совершил первый полёт 7 сентября 1934 года, и первые экземпляры поступили на вооружение 30-й эскадрильи в январе 1935 года. Модель применялась во время второй мировой войны, в военных действиях в Африке и на Среднем Востоке. Последний боевой вылет на Харди был осуществлён 9 мая 1941 года, после этого большинство самолётов этой модели были сняты с вооружения, а часть использовалась в качестве самолётов связи. 14 мая 1941 года ВВС ЮАР передали бельгийским колониальным властям один самолёт из серии Харди. Самолёт использовался в разведывательных операциях, но 26 мая 1941 года самолёт потерпел крушение при посадке в аэропорту Гамбела.

### Osprey
Хоукер «Оспри»(англ. Hawker Osprey) — палубная версия модели Харт, модифицированная для участия в операциях как истребитель или разведчик. Оспри был оснащён одним двигателем Rolls-Royce Kestrel II и мог развить скорость до 270 км/ч. Он был вооружён одним пулемётом Виккерс калибра 0.303 в носовой части и пулемётом Lewis того же калибра. Оспри поступил на вооружение ВСФ Великобритании в 1932 и использовался вплоть до 1944 года, в качестве тренировочного самолёта.
Самолёты модели Оспри продавались ВМС Швеции, которые использовали их на авианесущем крейсере «Готланд», один крейсер мог вмещать 6 таких самолётов. Оспри так же продавались военным силам Испании и Португалии.

## Эксплуатанты

### Hawker Hart
- Афганистан
- Канада
- Египет
- Южная Родезия
- Эстония
- СССР
- Индия
- ЮАР
- Швеция
- Великобритания
- Югославия

### Hawker Audax
- Индия
- Канада
- Египет
- Ирак
- Иран
- Великобритания

### Hawker Demon
- Австралия
- Великобритания

### Hawker Hardy
- Великобритания
- Бельгия (один самолёт)

### Hawker Hartebees
- ЮАР

### Hawker Osprey
- Португалия
- Испания
- Швеция
- Великобритания

## Тактико-технические характеристики
Источник данных: The British Bomber since 1914

Технические характеристики
- Экипаж: 2 человека
- Длина: 8,94 м
- Размах крыла: 11,36 м
- Высота: 3,18 м
- Площадь крыла: 32,50 м²
- Масса пустого: 1150 кг
- Масса снаряжённого: 2089 кг
- Силовая установка: 1 × воздушный Rolls-Royce Kestrel IB
- Мощность двигателей: 1 × 510 л. с. (1 × 380 кВт)

Лётные характеристики
- Максимальная скорость: 298 км/ч
- Скорость сваливания: 72 км/ч
- Практическая дальность: 692 км
- Практический потолок: 6950 м
- Скороподъёмность: 16,3 м/c
- Нагрузка на крыло: 64,3 кг/м²
- Тяговооружённость: 0,182 кВт/кг

Вооружение
- Стрелково-пушечное: 1 х пулемёт Виккерс калибра .303 (7,7 мм), 1 х пулемёт Lewis калибра .303 (7,7 мм) на турели Скарфа в задней кабине
- Бомбы: может нести до 227 кг бомбовых зарядов